# Bisbach
Ne doit pas être confondu avec Busbach ou Bousbach.
Bisbach, anciennement Busbach, est un lieu-dit de la commune française de Budling dans le département de la Moselle. Bisbach est également le nom d'un cours d'eau qui traverse le territoire communal et qui se jette dans la Canner.

## Toponymie
- Le nom de Bisbach provient du petit ruisseau naissant sur le territoire autrefois destiné aux rassemblements des troupeaux[1].
- Anciennes mentions : Bussbach (1544), Buszbach (1594), Bisbach (1756)[2]. Au cours de l'annexion allemande (1871-1918), la localité porte le nom de Busbacherhof[3].
- En francique lorrain : Bisbéch.

## Histoire
Bisbach (alias Busbach et Bousbach) était autrefois un château féodal, chef-lieu d'une seigneurie qui appartenait à l'abbaye de Bouxières, seigneurie dont le titulaire réunissait tous les degrés de juridiction. Celle-ci comprenait dans son ressort les endroits suivants : Busbach ; Budingen (en partie) ; Budlingen ; Petite Breisdorf (en partie) ; Elsingen-sur-la-Caner ; Hackenberg, avec l'église paroissiale de toute la seigneurie ; Huntingen ; Kerlingen ; Metrich (en partie) ; Stückingen (en partie).
L'abbaye de Bouxières parait avoir conféré cette seigneurie en fief à divers seigneurs. En 1589, Valentin Faust de Stromberg se qualifiait seigneur de Busbach et Bertrange. La seigneurie de Busbach ne relevait pas de la prévôté de Thionville, mais de la petite prévôté de Kœnigsmacher.
Les localités suivantes dépendaient de cette dite seigneurie en 1756 : Weckring, Buding, Helling, Elzing, Breistroff et Budling. De plus, en 1682 : deux voueries à Stuckange, le quart de la haute justice de Stuckange et le ban dit Danheimerban à Kœnigsmacker. C'était à peu près la circonscription de la paroisse du Hackemberg et il est probable que cette seigneurie et celle du Hackemberg n'en formaient qu'une seule et même. En 1868 Il ne restait plus à la place du château (qui a été vendu à la Révolution) qu'une ferme et un moulin.
Bisbach a fait partie de la paroisse du Hackemberg et du bailliage de Thionville (1661-1790).